# MacArthur's War: Battles for Korea
MacArthur's War: Battles for Korea est un jeu vidéo de type wargame développé et publié par Strategic Studies Group en 1988 sur Apple II et Commodore 64 et en 1990 sur DOS. Le jeu simule les batailles de Daejeon, de Chongchon, de Unsan, du réservoir de Chosin, de Nakdong, de Chipyong et de Imjin de la guerre de Corée,.

## Accueil
| MacArthur's War: Battles for Korea |      |       |
| Média                              | Nat. | Notes |
| Commodore Computing International  | US   | 78%   |
| Joystick                           | US   | 60%   |